# Rhynchotosale filata
Rhynchotosale filata är en fjärilsart som beskrevs av Paul Dognin 1904. Rhynchotosale filata ingår i släktet Rhynchotosale och familjen mott. Inga underarter finns listade i Catalogue of Life.